# Spodoptera compta
Spodoptera compta är en fjärilsart som beskrevs av Walker 1869. Spodoptera compta ingår i släktet Spodoptera och familjen nattflyn. Inga underarter finns listade i Catalogue of Life.